# Гадание на бараньей лопатке
«Гадание на бараньей лопатке» (латыш. Zīlēšana uz jēra lāpstiņas) — художественный фильм режиссёра Ады Неретниеце. Снят по сценарию Олега Манджиева на Рижской киностудии в 1988 году. Название фильма происходит от распространённого специфического жанра калмыцкого народного творчества, который называется кемялген.

## Сюжет
Действие фильма происходит в начале 50-х годов в небольшой сибирской деревушке, где пересеклись пути и судьбы сосланных латышей, калмыков, русских. Мальчик-калмык Лиджи живёт с дедушкой, который ходит в тайгу, собирает травы, лечит односельчан. Однажды дедушку арестовали по ложному обвинению в убийстве и поджоге фермы. Лиджи остался один.

## В ролях
- Церен Цатхланов — Лиджи
- Максим Мунзук — дед Анджа
- Юрис Жагарс — латыш
- Светлана Рябова — Валентина
- Владимир Ильин — Хомич
- Валерий Порошин — оперуполномоченный
- Андрей Ильин — Клыч
- Болот Бейшеналиев — Бадма
- Артур Берзиньш — главарь банды
- Марина Карпичева — мать Лепёшки
- Людмила Романова — мать Чухи

## Съёмочная группа
- Автор сценария: Олег Манджиев
- Режиссёр-постановщик: Ада Неретниеце
- Оператор-постановщик: Мартыньш Клейнс
- Композитор: Иварс Вигнерс
- Художник-постановщик: Инара Антоне

## Награды
В 1988 году фильм стал победителем в двух номинациях на кинофестивале «Большой Кристап».
1. 1 2 3 4 5 6 7  Zīlēšana uz jēra lāpstiņas (1988) (латыш.) — Nacionālais kino centrs, 2009.